# Шигашев, Сергей Викторович
Сергей Викторович Шигашев (5 января 1988, Электросталь) — российский боксёр. Мастер спорта международного класса России по боксу.

## Биография
Родился в городе Электросталь Московской области, 5 января 1988 года. Боксом начал заниматься с 2000 года. Первый тренер — Зычков Владислав Викторович.
Получил срок за: умышленное причинение тяжкого вреда здоровью, повлекшее по неосторожности смерть потерпевшего.
В ночь с 18 на 19 декабря 2010 года вице-чемпион России по боксу громко отдыхал с друзьями в одном из ночных клубов Электростали. К компашке подошел администратор клуба и попросил ребят себя вести потише, на что те его избили — мужчина скончался на месте. Суд приговорил бойца к шести годам заключения, которые он честно отсидел, а вернувшись на свободу, стал профессиональным боксером.

### Любительская карьера
Провёл 356 боев 338 из них выиграл. Многократный победитель и чемпион международных турниров Класса A с 2002 по 2010 г.. Член сборной России с 2002 года по 2010. 
- Первенство России 2002 г Гусь Хрустальный 2 место
- Первенство России 2003 г Владикавказ 3 место
- Первенство России 2003 г Саратов 3 место
- Первенство России 2004 г Ульяновск 1 место
- Кубок России 2004 г Сургут 3 место
- Кубок Европы 2005 г Франкфурт-на-Одере 1 место
- Первенство России 2005 г Обнинск 3 место
- Олимпийские надежды 2007 г Оренбург 2 место
- Кубок мира 2008 г Москва 4 место
- Чемпионат России 2009 г Ростов-на-Дону 2 место

### Карьера в профессиональном боксе
Весовая категория 69,853.
Провёл 9 боев 9 побед 5 нокаутом.
55 позиция в мировом рейтинге.
Тренер Александр Викторович Золкин.